# Hemibystra brincki
Hemibystra brincki är en stekelart som beskrevs av Heinrich 1968. Hemibystra brincki ingår i släktet Hemibystra och familjen brokparasitsteklar. Inga underarter finns listade i Catalogue of Life.